# Rhypopteryx diffusa
Rhypopteryx diffusa är en fjärilsart som beskrevs av Erich Martin Hering 1926. Rhypopteryx diffusa ingår i släktet Rhypopteryx och familjen tofsspinnare. Inga underarter finns listade.